# Mägdesprung (Calbe)
Der Mägdesprung ist eine Anhöhe in Calbe (Saale) im Salzlandkreis des Bundeslandes Sachsen-Anhalt.
Seit mehreren Jahrhunderten ist die Existenz des Mägdesprunges im Norden der Stadt ebenso wie die der Wunderburg im Süden der Stadt bekannt. Beide sind heute noch als Flurnamen präsent. Mägdesprünge sind im deutschen Bereich mehrere bekannt, so im Harz und auf der Insel Rügen.

## Landschaftsdenkmal

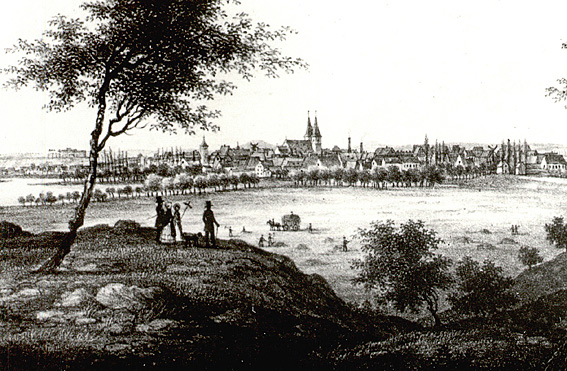
Blick vom Mägdesprung auf Calbe (Stich um 1850)

Der Mägdesprung in Calbe ist eine Anhöhe am nördlichen Ende der jetzigen „Grünen Lunge“. In vielen deutschen Orten und Landschaften finden sich Namen wie Mädchensteine, Jungfernsteine, Mädchensprung, Mägdesprung, Mädelsteg, Mädchenburg oder Mädchenlucken (-höhlen). Bei solchen Orten könnte es sich um frühzeitliche Fruchtbarkeits- und Frauen-Kultplätze handeln.

## Erwähnung in den Quellen
Der Mägdesprung von Calbe  wurde als Flurname erstmals 1446 erwähnt, als Erzbischof Friedrich III. einige Leute mit einer „Breite“ (Ackerbreite) unter dem „Meigdesprunge vor Calbe“ belehnte. 1555 und 1566 hatte Hans von Bockwitz eine Wiese „unterm Mesesprunge“, der den gleichen Ort bezeichnet, zum Lehen. „Mesesprung“ könnte eine ältere, vulgarisierende Form zu Mägdesprung sein.

## Deutungsversuche
Der Regionalhistoriker Adolf Reccius sah in dem Mägdesprung von Calbe einen vorzeitlichen Frauen-Tanzplatz. An den Frauen- oder Mägdesprüngen fanden Opferhandlungen für einen weiblich geprägten Fruchtbarkeitskult und auch Riten zur Einführung junger Mädchen in die Welt der Frauen statt. Reccius schloss aber auch nicht aus, dass es sich um einen „Mägdespring“, also eine Quelle gehandelt haben könnte. Analogien zu anderen Mägdesprüngen lassen aber die erste Vermutung wahrscheinlicher erscheinen.

## Scharfrichterei am Mägdesprung
Ostentativ war die vom Mittelalter bis zum Beginn des 18. Jahrhunderts verwendete Hinrichtungsstätte von Calbe direkt an den Mägdesprung gelegt worden. Hier fanden bis 1688 Hexenverbrennungen statt.

## Calber Mägdesprung-Sage

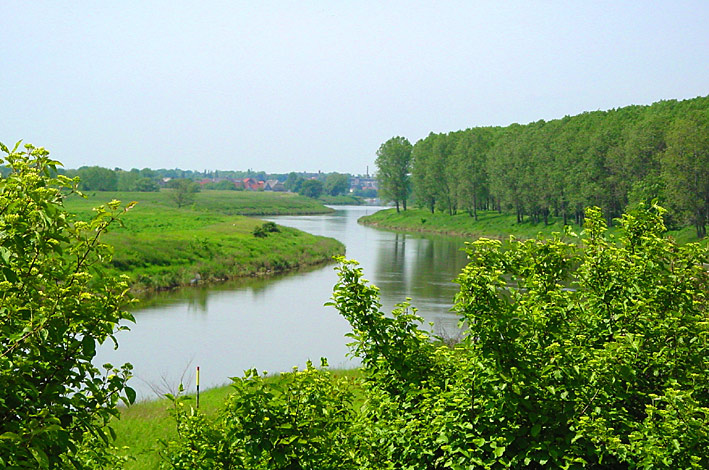
Blick vom Mägdesprung Richtung Süden

Wie auch bei anderen Mägdesprüngen entstand in Calbe eine erklärende Sage mit einem analogen Sujet. Sie ist zum ersten Mal in einer Chronik des Stiftsklosters „Gottes Gnade“ aus dem 18. Jahrhundert wiedergegeben, wobei der Verfasser sich auf einen anderen kirchlichen Chronisten namens Reinhold Bakius aus dem 17. Jahrhundert bezieht:
Ein Graf entführte einst eine königliche Braut. Als er von den Königshäschern verfolgt wurde, „hätte er sich mit ihr bey dem Vorwerck Gritzehne durch die Saale gesetzt und dabey Gott versprochen, wenn er mit dem bey sich habenden Schatze glücklich würde durchs Wasser kommen, wollte er vor die verliehene Gnade Gottes ein Kloster erbauen, so er hernach auch ins Werck gerichtet, und solches Gottes=Gnade benennet hätte.“
Dass in diesem Fall ein Graf die Hauptrolle spielt, könnte der Ausdruck einer kollektiven Erinnerung an den tatsächlichen Stifter von „Gottes Gnade“, Graf Otto von Reveningen und Krottorf, sein.

## Ausflugsziel
Im 19. Jahrhundert, als das Stadtbürgertum sich in Zeiten politischer Unterdrückung in biedermeierliche Idyllen zurückzog und eine intensive Liebe zur Natur entfaltete, wurden die erhöhten Aussichten vor Calbe, im Süden das Wunderburg- und Weinberg-Gelände am hohen Saale-Ufer sowie der Mägdesprung beliebte Ausflugsziele. Der damals errichtete „Felsenkeller zum Mägdesprung“ war bis in die erste Hälfte des 20. Jahrhunderts eine gern besuchte Gaststätte.